# آب‌سنگ (فیلم ۱۹۹۹)
آب‌سنگ (انگلیسی: The Reef) فیلمی در ژانر درامِ تاریخی به کارگردانی رابرت آلن آکرمن براساس رمانی از ایدیت وارتون و بازی سلا وارد، تیموتی دالتون، جیمی گلاور و آلیشیا ویت است که در سال ۱۹۹۹ میلادی منتشر شد.